# Facundo Sava
Facundo Sava (ur. 7 marca 1974 w Ituzaingó) – argentyński piłkarz występujący na pozycji napastnika, obecnie trener.

## Kariera
Sava zawodową karierę rozpoczynał w sezonie 1993/1994 w pierwszoligowym klubie Ferro Carril Oeste. Od czasu debiutu był tam podstawowym graczem. W Ferro Carril Oeste spędził trzy sezony. W tym czasie rozegrał tam 80 ligowych spotkań i zdobył w nich 8 bramek. W 1996 roku przeszedł do Boca Juniors. Grał tam przez jeden sezon, w ciągu którego zagrał siedem razy w barwach Boca Juniors. W 1997 roku odszedł do Gimnasia y Esgrima La Plata. W 1998 roku wywalczył z tym klubem wicemistrzostwo turnieju Apertura. W sezonie 2001/2002 został wicekrólem strzelców ligi argentyńskiej, a także 2002 wywalczył z klubem wicemistrzostwo turnieju Clausura.
W 2002 roku podpisał kontrakt z angielskim Fulham. W Premier League zadebiutował 17 sierpnia 2002 w wygranym 4:1 meczu z Boltonem Wanderers. 24 sierpnia 2002 w zremisowanym 2:2 spotkaniu z Middlesbrough Sava zdobył pierwszą bramkę w trakcie gry w Premier League. W Fulham grał dwa lata.
Na sezon 2004/2005 został wypożyczony do hiszpańskiej Celty Vigo, grającej w Segunda División. Po zakończeniu tamtego sezonu, w którym Celta awansowała do Primera División, Sava odszedł do drugoligowego Lorca Deportiva CF. W 2006 roku powrócił do Argentyny, gdzie podpisał kontrakt z Racing Club de Avellaneda. Pierwszy ligowy występ w jego barwach zanotował 5 sierpnia 2006 w wygranym 2:0 meczu z Nueva Chicago. W tamtym meczu strzelił oba gole dla swojej drużyny. W Racing Club grał przez dwa sezony. W sumie rozegrał tam 63 ligowe spotkania i zdobył 28 bramek.
W 2008 roku przeszedł do Arsenalu Sarandí. Pierwszy ligowy mecz zaliczył tam 9 sierpnia 2008 w przeciwko Argentinos Juniors (3:0). W 2009 roku odszedł do Quilmes Atlético Club.